# Julius von Hann
Julius Ferdinand von Hann (Wartberg ob der Aist, 23 marzo 1839 – Vienna, 1º ottobre 1921) è stato un meteorologo austriaco.
Viene considerato come uno dei padri della meteorologia moderna.

## Biografia
Egli studiò per anni al ginnasio di Kremsmünster, per poi frequentare studi di matematica, fisica e chimica all'Università di Vienna, studiò, poi, geologia e paleontologia sotto la guida di Eduard Suess e geografia fisica sotto la guida di Friedrich Simony. Nel 1877 succedette a Karl Jelinek come direttore del Zentralanstalt für Meteorologie und Geodynamik e venne nominato professore di meteorologia all'Università di Vienna. Nel 1897 si ritirò come direttore e divenne professore di meteorologia all'Università di Graz, ma poi tornò a Vienna come professore di cosmologia nel 1900, rimanendoci stabilmente fino al 1910. Egli divenne un membro onorario internazionale della American Academy of Arts and Sciences nel 1902.

## Risultati scientifici

### Studi sull'atmosfera
Nel 1874, sulla base di dati ricavati da voli in mongolfiera e scalate sulle Alpi e sull'Himalaya, concluse che circa il 90% di tutto il vapore acqueo presente nell'atmosfera si concentra al di sotto dei 6.000 metri: ne consegue che le alte montagne possono costituire una barriera contro il trasporto del vapore acqueo.

### Finestra di Hann
{\displaystyle w(n)=0.5\;\left(1-\cos \left({\frac {2\pi n}{N-1}}\right)\right)}

Finestra di Hann; B = 1.50

La finestra di Hann è un tipo di funzione finestra, chiamata funzione di Hann, usata nell'elaborazione numerica dei segnali.
Hann inventò una tecnica di media mobile per il combinamento dei dati meteorologici delle regioni limitrofe conosciuta come Lisciamento di Hann.

## Premi e riconoscimenti
- Nel 1893 ricevette la Medaglia Buys Ballot.
- Nel 1912 divenne cavaliere dell'Ordre Pour le Mérite prussiano.

## Opere
- Die Erde als Ganzes, ihre Atmosphäre und Hydrosphäre, 1872, 5ª edizione 1896
- Handbuch der Klimatologie, 1ª edizione 1883, edizioni revisionate fino al 1911
- Atlas der Meteorologie, 1887
- Allgemeine Erdkunde. Ein Leitfaden der astronomischen Geographie, Meteorologie, Geologie und Biologie, 5ª edizione 1896
- Lehrbuch der Meteorologie, 1901, 3ª edizione 1915

Contribuì, inoltre, a molti articoli della Sitzungsberichte der Kaiserlichen Akademie der Wissenschaften.